# Silvan Helbling
Silvan Helbling (* 1998) ist ein Schweizer Unihockeyspieler, der beim Nationalliga-A-Verein UHC Uster unter Vertrag steht.